# Santa Cruz do Capibaribe
Santa Cruz do Capibaribe là một đô thị thuộc bang Pernambuco, Brasil. Đô thị này có diện tích 369,6 km², dân số năm 2007 là 73667 người, mật độ 199,32 người/km².